# Festival Mondial'Folk
Le Mondial'Folk est un festival international de folklore - musiques et danses du monde. Pendant 5 jours, de nombreux artistes venant des 5 continents sont présents à Plozévet, petite commune du pays Bigouden (Bretagne). De nombreuses animations sont proposées : spectacles de gala, défilés, concerts musiques actuelles, festou-noz, apéritifs-concerts, marché artisanal, stages de danse... Le festival est labellisé CIOFF. Depuis le début, plus de 10 000 artistes internationaux ont participé au festival.

## Historique
La fête folklorique, nommée « Fête des biniou », a été créée en 1974 par 25 bénévoles. Dès son lancement, elle est considérée comme l’une des plus belles de Bretagne. En 1980, un chapiteau est dressé à l'espace Georges-Le-Bail (actuellement centre culturel Avel-Dro). En 1983, le comité organisateur ouvre ses portes aux premiers groupes internationaux (Pologne), en devenant « Festival International de Folklore ». En 1991, il propose un théâtre en plein-air avec des fontaines lumineuses. Deux ans après, le gymnase baptisé salle de Kerguelen accueille les spectacles. En 1997, en s'ouvrant aux musiques du monde, le Festival international de folklore devient Mondial'folk. Les groupes de rock celtique EV, Red Cardell et Wolfe Tones sont à l'affiche. L'année suivante il programme les groupes de rock celtique Matmatah et L'Ange Vert et en 1999 The Dubliners. En 2006, les spectacles prennent place à la salle Avel-Dro, complétés par une scène à l'espace Jules-Ferry et un espace gratuit « Off ». Plus de 200 bénévoles de l'association préparent la fête pour près de 20 000 visiteurs chaque année. 
En 2018, une nouvelle équipe reprend les rênes du festival à la suite du départ des deux co-présidents historiques. 
Le Mondial’Folk, c’est la rencontre entre le monde et la Bretagne. La nouvelle équipe n'y déroge pas dans l’édition 2019 avec la messe de la Paix, le défilé, le Panorama, le triomphe des sonneurs, un grand fest-noz, la soirée de clôture avec son feu d’artifice.  
Le public voyagera via les folklores, de la Galice à la Russie, en passant par le Pérou, la Pologne et la Macédoine du nord. Nouveauté, le folklore de la Savoie a fait son entrée dans cette revue des folklores. 
Les après-midi du festival sont animés avec des initiations à la danse bretonne et des jeux bretons.
L'accent a été mis en 2019 sur les jeunes avec 2 soirées musiques actuelles : blues-rock avec The Wanston Bishops (Liban), le bluesman « one man band lap steel » Olivier Gotti, ou encore The Wailing Trees Reggae, du groove balkan avec The Fat Bastard Gangbang, le guitar’slider Jason Mist et la world instrumentale de La P’tite Fumée.

## Programmations

### Edition 2021 - 38ème Festival
- Du 18 au 22 août 2021

### Edition 2019 - 37ème Festival
- Du 16 au 20 août 2019
- 4 galas de musique et danse du monde (Galice, Macédoine du nord, Pérou, Pologne, Russie, Savoie)
- Concert de Cécile Corbel - 1ère partie : Octantrion
- 2 concerts musiques actuelles (Wailing trees, Oliier Gotti, The Wanton Bishops / The Fat Bastard Gang Band, Jason Mist, La P'tite Fumée)
- 1 fest-noz (Dremmwel, Serot/Janvier et la Groove Cie, Startijenn)
- 1 concert "scène locale - Plozévet" avec Sixties Begood - Needles - Velvox - Iron oak - Slashers